# Зоологический музей Университета Сан-Паулу
Зоологический музей Университета Сан-Паулу (порт. Museu da Língua Portuguesa) — музей на проспекте Назаре в округе Ипиранга города Сан-Паулу, подчиненный Университету Сан-Паулу.
Музей занимает площадь около 700 тысяч м 2, в экспозиции собраны животные-представители тропической и субтропической фауны страны, самые ранние имеют возраст свыше 50 лет. В вестибюле музея содержится информация о главных типах исследований, проводимых сотрудниками Университета. Животные сгруппированы по традиционной классификации: рыбы, земноводные, пресмыкающиеся, птицы, млекопитающие, беспозвоночные — членистоногие, кораллы и моллюски. Музей также содержит библиотеку, специализирующаяся на зоологии: более 73 тысяч работ из них 8473 книг, 2 364 газет и журналов, много диссертаций и карт. Вход в музей платный, но плата символическая — два реала.